# Unukalhai
Unukalhai eller Alfa Serpentis (α Serpentis, förkortat Alfa Ser, α Ser) som är stjärnans Bayerbeteckning, är en dubbelstjärna belägen i den mellersta delen av stjärnbilden Ormen. Den har en skenbar magnitud på 2,62, är synlig för blotta ögat och den ljusaste stjärnan i stjärnbilden. Baserat på parallaxmätning inom Hipparcosuppdraget på ca 44,1 mas, beräknas den befinna sig på ett avstånd på ca 74 ljusår (ca 23 parsek) från solen.

## Nomenklatur
Alfa Serpentis har de traditionella namnen Unukalhai (alternativt stavat Unuk al Hay eller Unuk Elhaija) från det arabiska عنق الحية 'Unuq al-Ḥayyati "Serpent's Neck" och Cor Serpentis från latin "Serpentens hjärta". År 2016 organiserade Internationella astronomiska unionen en arbetsgrupp för stjärnnamn (WGSN) med uppgift att katalogisera och standardisera riktiga namn för stjärnor. WGSN fastställde namnet Unukalhai för denna stjärna den 21 augusti 2016 vilket nu ingår i IAU:s Catalog of Star Names.
Unukalhai ingår i den arabiska asterismen al-Nasaq al-Yamānī "den sydliga linjen" av al-Nasaqān "de två linjerna" tillsammans med Delta Serpentis, Epsilon Serpentis, Delta Ophiuchi, Epsilon Ophiuchi, Zeta Ophiuchi och Gamma Ophiuchi. Enligt en NASA-katalogen från 1971 var al-Nasaq al-Yamānī eller Nasak Yamani namnet på två stjärnor: Delta Serpentis som Nasak Yamani I och Epsilon Serpentis som Nasak Yamani II.

## Egenskaper
Primärstjärnan Alfa Serpentis A är en orange till röd jättestjärna av spektralklass K2 III, som har förbrukat vätet i dess kärna och utvecklats bort från huvudserien. Den har en radie som är ca 12 gånger större än solens och utsänder från dess fotosfär ca 70 gånger mera energi än solen vid en effektiv temperatur på ca 4 480 K. Utstrålningen fördelar sig på ungefär 38 gånger solens ljusstyrka, medan ytterligare 32 gånger solens ljusstyrka utsänds i form av infraröd strålning.
En följeslagare av magnitud +11,8 är separerad med 58 bågsekunder från Alfa Serpentis, medan en stjärna av 13:e magnituden ligger med 2,3 bågminuters separation. 